# Верховна Рада України I скликання
Верховна Рада Української РСР/України XII скликання, нині відома як Верховна Рада України I скликання, діяла в Українській РСР та Україні з 1990 до 1994 року. Це був перший склад парламенту УРСР, що був обраний на альтернативній основі, у результаті чого до нього пройшли сили опозиційні до правлячої комуністичної партії, а також які сповідували Незалежність України. 16 липня 1990 року це скликання ухвалило Декларацію про державний суверенітет України, а 24 серпня 1991 року — Акт проголошення незалежності України.
Перше засідання цього скликання відбулося 15 травня 1990 року, а останнє — 22 квітня 1994 року. Наступне (2-ге) скликання почало роботу 11 травня 1994 року.
На відміну від попередніх скликань, які зазвичай збиралися лише двічі на рік на кілька днів, це скликання почало вперше працювати як парламент класичної демократії — на постійній основі, перша сесія тривала понад два місяці. Внаслідок цього, у парламенті почали формуватися аналітичні та експертні структури, необхідні для її роботи. Роботу парламенту вперше почали транслювати у прямому ефірі по радіо та телебаченню.
У перші ж дні роботи нової Верховної Ради була створена парламентська більшість, до якої входили представники Комуністичної партії («Група 239») на чолі з Олександром Морозом, та опозиція (так звана «Народна Рада»), очолювана Ігорем Юхновським. А наприкінці повноважень парламенту з'явилися і політичні групи, які стали прообразами майбутніх парламентських фракцій. Окрім того, діяли регіональні групи депутатів, об'єднаних за професійною, галузевою ознакою, виникли групи по співробітництву з іноземними державами.

## Найменування
До 2000 року нумерація скликань Верховної Ради України продовжувала нумерацію скликань Верховної Ради УРСР, тому скликання обрані у 1990, 1994 та 1998 роках називалися відповідно 12-м, 13-м та 14-м скликаннями Верховної Ради.
1 лютого 2000 року Верховна Рада ухвалила закон «Про визначення порядку обчислення скликань Верховної Ради України», яким змінила нумерацію своїх скликань, почавши відлік зі скликання, яке проголосило незалежність України. Так Верховна Рада УРСР та України 12-го скликання стала вважатися Верховною Радою України 1-го скликання, а 13-те та 14-те скликання відповідно стали 2-м та 3-м.

## Хронологія роботи
- березень 1990 року — В Українській РСР відбулися вибори до Верховної Ради та місцевих рад народних депутатів. Це були перші вибори в УРСР, що проходили за новим демократичним законодавством, що передбачало обовʼязкову альтернативність та вільну конкуренцію кандидатів, а також відсутність системи «фільтруючих» зборів громадян для затвердження кандидатів.[2][3][6][7]

### 1-ша сесія (травень—серпень 1990)

#### Травень
- 15 травня:
  - О 10-й годині ранку у місті Києві розпочала роботу перша сесія новообраної Верховної Ради УРСР 12-го скликання.[8]
  - Верховна Рада обрала Президію та Секретаріат першої сесії,[9][10] а також Мандатну та Лічильну комісії.[11][12]

- 17 травня — Верховна Рада формально визнала повноваження 449 своїх депутатів, обраних у березні—квітні 1990 року,[13] повноваження ще одного депутата (обраного 20 травня) були визнані 8 червня.[14]

- 22 травня — Верховна Рада прийняла Тимчасовий регламент засідань 12-го скликання.[15]

- 23 травня — Верховна Рада прийняла порядок денний першої сесії, до якого зокрема включила питання Декларації про державний суверенітет, прийняття Закону про економічну самостійність УРСР та Закону про народне голосування (референдум), про зміну редакції шостої та сьомої статей Конституції (відповідно про керівну роль КПРС і про участь профспілок та ВЛКСМ в управлінні державними справами), Звернення до Верховних Рад і з'їздів народних депутатів Радянських Соціалістичних Республік щодо укладення нового Союзного договору, про утворення Конституційної комісії Верховної Ради, та про розробку законів України про землю, власність, оренду і оподаткування.[16]

- 29 травня — Верховна Рада взяла до відома та висловила зауваження до доповіді діючого Голови Ради Міністрів УРСР Віталія Масола щодо політичного, соціально-економічного та екологічного становища України.[17]

#### Червень
- 4 червня — Головою Верховної Ради був обраний Володимир Івашко.[7][18]
- 6 червня — Першим заступником Голови був обраний Іван Плющ.[19]
- 7 червня — Заступником Голови був обраний Володимир Гриньов.[20]

- 8 червня — Народний депутат Ігор Юхновський від блоку демократичних сил оголосив про утворення парламентської опозиції під назвою «Народна Рада».[21]

- 11 червня — Верховна Рада змінила порядок обчислення часу на території України, встановивши використання другого часового поясу (московський час мінус одна година).[22]

- 12 червня — У Верховній Раді було утворено 23 постійні комісії, зокрема Комісію з питань державного суверенітету, міжреспубліканських і міжнаціональних відносин.[23]

- 13 червня:
  - Верховна Рада узяла до відома заяву Ради Міністрів УРСР про складення своїх повноважень перед Верховною Радою та доручила їй продовжувати виконувати свої обовʼязки до утворення нової Ради Міністрів.[24]
  - Народний депутат Володимир Філенко оголосив про утворення депутатської групи «Демократична платформа КПУ» у складі 38 депутатів і про її входження до офіційної опозиції Народна Рада.[25]

- 28 червня:
  - Верховна Рада перепризначила Віталія Масола Головою Ради Міністрів УРСР.[26]
  - Верховна Рада обрала голів та членів своїх постійних комісій.[27][28]
  - У Верховній Раді почалося обговорення різних проєктів Декларації про державний суверенітет.[29]
  - Перший секретар ЦК Компартії України Станіслав Гуренко заявив про намір 239 депутатів утворити нову групу під девізом «За Радянську суверенну Україну», також відому як «Група 239».[29]

#### Липень—серпень
- 6 липня — У Верховній Раді постало питання щодо відсутності значної частини народних депутатів УРСР, включно із Головою Верховної Ради Володимиром Івашком, які у цей час брали участь у роботі 28-го зʼїзду КПРС у Москві. Зокрема, Народна рада проголосила заяву, у якій вказала на неможливість через це прийняття рішень щодо вимог шахтарів та запропонувала відкликати усіх депутатів зі зʼїзду для участі у роботі Верховної Ради. Верховна Рада згодом підтримала пропозицію щодо відізвання усіх відсутніх депутатів незалежно від того, де вони знаходяться.[30][31]

- 9 липня — На засіданні Верховної Ради було зачитано заяву Станіслава Гуренка та Леоніда Кравчука від імені депутатів — делегатів зʼїзду КПРС, у якій вони наголошували на важливості партійного зʼїзду, просили Верховну Раду переглянути своє рішення про відкликання народних депутатів, делегатів зʼїзду і підтримали пропозиції продовжити розгляд питання щодо Декларації про суверенітет у комісіях, щоб прийняти її на початку наступного тижня.[32]

- 11 липня — На засіданні Верховної Ради було зачитано заяву Володимира Івашка, який висловив незгоду з аргументацією щодо рішення про відкликання депутатів, звинуватив «антикомуністичні» сили у парламенті у веденні політичної гри, а представників ЦК КПУ у парламенті у пасивності, та оголосив про свою відставку з посади Голови Верховної Ради з 9 липня 1990 року.[33][31]

- 16 липня — Верховна Рада 355-ма голосами прийняла Декларацію про державний суверенітет України, якою утверджувалось здійснення українським народом його права на самовизначення, декларувався принцип розподілу державної влади у Республіці на законодавчу, виконавчу і судову, та якою за Верховною Радою закріплювався особливий представницький статус: ніхто, крім неї, не може виступати від імені всього українського народу.[3][7][34]
  - Верховна Рада проголосила 16 липня державним святом — «Днем проголошення незалежності України».[35]

- 18 липня — Верховна Рада задовольнила заяву Володимира Івашка і припинила його повноваження як Голови Верховної Ради з 9 липня.[36] Після цього почалося висунення кандидатів на посаду нового Голови Верховної Ради — спочатку було запропоновано 27 кандидатів.[37]

- 23 липня — Головою Верховної Ради був обраний Леонід Кравчук.[38]

- 3 серпня — Верховна Рада прийняла Закон «Про економічну самостійність Української РСР».[7][39]

### 2-га сесія (жовтень—грудень 1990)
- 23 жовтня — На вимогу студентських протестів відомих як «революція на граніті», Голова Ради Міністрів УРСР Віталій Масол подав у відставку, а Верховна Рада задовольнила його заяву та призначила заступника Голови Ради Міністрів Вітольда Фокіна виконуючим обовʼязки Голови.[40][41]

- 24 жовтня — Верховна Рада внесла зміни до Конституції УРСР у звʼязку з прийняттям Декларації про державний суверенітет, якими зокрема виключила статтю про керівну роль Комуністичної партії Радянського Союзу та ввела поняття Конституційного Суду УРСР.[7][42][43]

- 14 листопада — Верховна Рада призначила Вітольда Фокіна Головою Ради Міністрів УРСР.[44]

### 1991
- 12 лютого — Верховна Рада прийняла Закон «Про відновлення Кримської Автономної Радянської Соціалістичної Республіки», згідно статті 1 якого Кримська АРСР проголошувалась у межах території Кримської області у складі Української РСР.[45]

- 18 квітня — Верховна Рада утворила Кабінет Міністрів УРСР, що мав замінити Раду Міністрів УРСР, заснувала посаду Премʼєр-міністра Української РСР, призначила на неї діючого Голову Ради Міністрів Вітольда Фокіна і доручила йому надати пропозиції про персональний склад Кабінету Міністрів.[46][47][48][49]

- 13 травня — Верховна Рада затвердила перелік із 22 міністерств в УРСР,[50][51] і також включила Голову Комітету державної безпеки УРСР до складу Кабінету Міністрів.[52]

- 21 травня:
  - Верховна Рада внесла зміни до Конституції УРСР, якими остаточно визначила Кабінет Міністрів найвищим органом державного управління Української РСР.[53]
  - Верховна Рада призначила кількох членів Кабінету Міністрів.
- 5–6 червня — Верховна Рада призначила на посади низку інших міністрів.

- 19 червня — Верховна Рада внесла чергові зміни до Конституції, якими зокрема було додано розділ про Кримську АРСР.[54]
- 27 червня — Верховна Рада доручила своїм постійним комісіям розглянути представлений Президентом СРСР Михайлом Горбачовим проєкт Договору про Союз Суверенних Держав щодо його відповідності положенням і принципам Декларації про державний суверенітет та Закону «Про економічну самостійність Української РСР».[55]

- 5 липня — Верховна Рада прийняла Закон про заснування поста Президента Української РСР і внесла відповідні зміни до Конституції УРСР.[7][56]

- 1 серпня — Президент США Джордж Буш-старший виголосив у Верховній Раді промову, що пізніше отримала назву «Котлета по-київськи» (англ. Chicken Kyiv speech), у якій він зокрема підтримав Президента СРСР Михайла Горбачова та процес оновлення союзного договору, а також закликав Україну уникнути «суїцидального націоналізму».[57]

- 24 серпня:
  - Верховна Рада прийняла Акт проголошення незалежності України, якою проголосила на території УРСР утворення самостійної держави України, таким чином фактично виводячи Україну зі складу Радянського Союзу. Також Верховна Рада УРСР перетворювалася на єдиний законодавчий орган незалежної держави — Верховну Раду України.[3] Одразу ж було призначено і проведення всеукраїнського референдуму 1 грудня 1991 року на підтвердження Акта проголошення незалежності.[58]
  - Верховна Рада підпорядкувала собі всі військові формування, дислоковані на території України та утворила Міністерство оборони України.[59]
  - Верховна Рада наділила Голову Верховної Ради додатковими поноваженнями до обрання Президента України, зокрема правом зупиняти постанови і розпорядження Кабінету Міністрів та інших актів виконавчої влади у разі їх невідповідності Конституції України.[60]
  - Верховна Рада прийняла рішення про департизацію усіх державних органів та установ.[61]
- 3 вересня — Верховна Рада призначила Міністром оборони Костянтина Морозова.[62]
- 4 вересня — Верховна Рада звільнила Прокурора УРСР Михайла Потебенька та призначила Генеральним прокурором України Віктора Шишкіна.[63][64]
- 12 вересня — Верховна Рада ухвалила закон «Про правонаступницство України».[65]
- 17 вересня — Верховна Рада внесла зміни до Конституції України, якими скрізь змінено вживання слів «Українська РСР» на «Україна».[66]
- 20 вересня — Верховна Рада ліквідувала Комітет державної безпеки України (КДБ) та утворила замість нього Службу національної безпеки України (СНБУ).[67] Діючому голові КДБ Миколі Голушку було доручено продовжувати виконувати його обовʼязки до призначення Голови СНБУ.[68]

- 8 жовтня — Верховна Рада ухвалила Закон «Про громадянство України».[69]
- 11 жовтня:
  - Верховна Рада утворила Раду оборони України.[70]
  - Верховна Рада ухвалила рішення щодо забезпечення проведення всеукраїнського референдуму щодо проголошення незалежності України і виборів Президента України 1 грудня, а також ухвалила звернення до українського народу, у якому закликала підтримати незалежність.[71][72]
- 22 жовтня:
  - Верховна Рада схвалила у першому читанні законопроєкти «Про оборону України»,[73] «Про Республіканську гвардію України»,[74] «Про державний кордон України»[75] та «Про прикордонні війська України»,[76] а також призначила Володимира Кухарця командуючим Республіканської гвардії,[77] а Валерія Губенка — командуючим прикордонними військами України.[78]
- 24 жовтня — Верховна Рада ухвалила заяву «Про без'ядерний статус України».[79]
- 5 листопада:
  - Ухвалення закону «Про прокуратуру» та внесення відповідних змін до Конституції.[80][81]
  - Ухвалення закону «Про пенсійне забезпечення».[82]
- 6 листопада:
  - Верховна Рада призначила Євгена Марчука першим Головою Служби національної безпеки України.[83]
  - Ухвалення Господарського процесуального кодексу України.[84]

- 5 грудня:
  - У парламенті відбулася інавгурація Леоніда Кравчука, який 1 грудня був обраний Президентом України.
  - Верховна Рада ухвалила звернення до парламентів і народів світу щодо підтвердження незалежності України на референдумі 1 грудня, у якому зокрема проголосила, що Україна вважає недійсним щодо себе Договір про утворення СРСР 1922 року.[85]
  - Верховна Рада припинила повноваження Леоніда Кравчука як народного депутата та Голови Верховної Ради у звʼязку з обранням його президентом та обрала своїм новим Головою Івана Плюща.[86][87]
- 6 грудня — Верховна Рада ухвалила закони «Про оборону України» та «Про Збройні Сили України».[88][89]
- 10 грудня — Верховна Рада ратифікувала із застереженнями Угоду про створення СНД (так звану Біловезьку угоду), підписану 8 грудня представниками Білорусі, Росії та України. Угодою зокрема декларувалося припинення існування СРСР.[90]
- 11 грудня — Верховна Рада закликала народних депутатів СРСР від України не брати участі у роботі Надзвичайного зʼїзду народних депутатів СРСР.[91]

### 1992
- 28 січня — Затвердження Державного прапора України.[92]
- 29 січня — Першим заступником Голови Верховної Ради обрано Василя Дурдинця.[93]
- 7 лютого — Верховна Рада визначила незадовільною діяльність Уряду і надала право Президенту України визначати структуру Уряду та рекомендувала йому протягом 10-ти днів сформувати новий склад Уряду.[94]
- 19 лютого — Затвердження Державного герба України — тризуба.[95]
- 20 лютого — Встановлення 24 серпня державним святом — Днем незалежності України замість 16 липня.[96]
- 7 липня — Верховна Рада висловила недовіру Кабінету Міністрів України та запропонувала президенту затвердити новий склад Уряду. Серед причин недовіри були зазначені небажання конструктивної взаємодії з парламентом та «демарш», вчинений Урядом на сесії Верховної Ради 3 липня.[97]
- 1 жовтня — Верховна Рада погодила пропозицію президента Кравчука про відставку Вітольда Фокіна з посади премʼєр-міністра у звʼязку з його виходом на пенсію і висловила недовіру усьому складу Кабінету Міністрів, що відповідно до діючої конституції означало відставку Уряду.[98]

- 13 жовтня — Верховна Рада затвердила новим Премʼєр-міністром України народного депутата і директора завода «Південмаш» Леоніда Кучму, якого напередодні запропонував президент Кравчук. Подання Президента підтримали 316 народних депутатів.[99][100][101]
- 27 жовтня — Верховна Рада затвердила поданий президентом Кравчуком та премʼєр-міністром Кучмою персональний склад нового уряду. Водночас 21 з 33 міністрів зберіг свою посаду з попереднього уряду.[102][103]
- 18 листопада — Верховна Рада на півроку наділила уряд Леоніда Кучми надзвичайними повноваженням, якими він міг видавати Декрети в економічній сфері, що мали силу законів, з метою оперативного вирішення питань, пов'язаних з запровадженням ринкової реформи.[104][105][106]

### 1993
- 17 червня 1993 — Виконуючи вимогу безстрокового шахтарського страйку, що розпочався 7 червня, Верховна Рада призначила на 26 вересня проведення консультативний референдум про довіру або недовір'я президентові Леоніду Кравчуку і парламенту.[107][108]

- 10 липня 1993 — Президія Верховної Ради зреагувала на прийняте напередодні рішення Верховної Ради Російської Федерації щодо «російського статусу» міста Севастополя і кваліфікувала його як зазіхання на територіальну цілісність України і як таке, що суперечить міждержавним українсько-російським домовленостям і не має юридичної сили для України.[109]
  - 14 липня 1993 — Верховна Рада на пленарному засіданні додатково кваліфікувало це рішення як таке, що суперечить нормам міжнародного права, і закликала Верховну Раду РФ скасувати своє рішення.[110]

- 21 вересня 1993 — Верховна Рада задовольнила прохання премʼєр-міністра Леоніда Кучми про відставку та виразила недовірʼя Кабінету Міністрів в цілому.[111]

- 24 вересня 1993 — Після переговорів парламенту з президентом Кравчуком, Верховна Рада скасувала запланований через два дні референдум і натомість призначила дострокові парламентські вибори на 27 березня 1994 року та дострокові президентські вибори на 26 червня 1994 року.[107][112]

### 1994
- 25 лютого 1994 — Верховна Рада провела своє останнє засідання перед виборами депутатів наступного скликання та ухвалила звернення, у якому закликала усіх громадян України та осіб, причетних до організації виборів, не допустити їх зриву чи саботажу.[113][114]

- 27 березня 1994 — В Україні пройшли дострокові парламентські вибори.

- 22 квітня 1994 — Відбулося заключне засідання 9-ї сесії Верховної Ради 1-го скликання, на якому депутати не приймали законодавчих рішень, а лише ухвалили звернення до новообраних депутатів із побажаннями «плідної, конструктивної роботи на благо українського народу».[115] Це сталося після того, як Центральна комісія по виборах народних депутатів вже визнала повноваження 335 новообраних депутатів нового скликання.[116][к 1]

### Сесії
| №           | Дата початку    | Дата завершення |
| ----------- | --------------- | --------------- |
| 1           | 15 травня 1990  | 3 серпня 1990   |
| 2           | 1 жовтня 1990   | 26 грудня 1990  |
| 3           | 1 лютого 1991   | 5 липня 1991    |
| позачергова | 24 серпня 1991  | 24 серпня 1991  |
| 4           | 3 вересня 1991  | 4 січня 1992    |
| 5           | 28 січня 1992   | 7 липня 1992    |
| 6           | 15 вересня 1992 | 28 січня 1993   |
| 7           | 2 лютого 1993   | 2 вересня 1993  |
| 8           | 21 вересня 1993 | 24 грудня 1993  |
| 9           | 20 січня 1994   | 22 квітня 1994  |

## Депутатські блоки
- Група 239 — «За суверенну радянську Україну», 239 народних депутатів, голова — Олександр Мороз
- Народна Рада (утворена 8 червня 1990), 125 народних депутатів, голова — Ігор Юхновський
- Демократична платформа КПУ («Демплатформа»; утворена 13 червня 1990), 41 народний депутат, голова — Філенко Володимир

Парламентська група «Народна Рада» утворена 8 червня 1990 року на першій сесії Ради. Група складалася з представників декількох депутатських об'єднань (зокрема, народних депутатів з груп Демократична партія України, Партія зелених України, Народний Рух України, Українська селянська демократична партія та ін.), І станом на жовтень 1990 року нараховувала 125 народних депутатів. Голова групи — голова Львівської регіональної організації Народного Руху України Ігор Юхновський. Заступник голови групи — Левко Лук'яненко. Контролювала шість комісій Верховної Ради з двадцяти трьох: по закордонних справах, по законодавству, по нових формах господарювання, по культурі, по Чорнобилю, з прав людини.
Народна рада пішла в офіційну парламентську опозицію у червні 1990 року після того, як голова Верховної Ради Володимир Івашко відхилив кандидатуру Ігоря Юхновського на посаду заступника голови Верховної Ради. Загалом Народна рада мала серйозний вплив на роботу Верховної Ради.

## Голови
- Володимир Івашко — з 4 червня до 18 липня 1990 року
- Леонід Кравчук — з 23 липня 1990 до 5 грудня 1991 року
- Іван Плющ — з 5 грудня 1991 року

## Президія Верховної Ради
Президія Верховної Ради забезпечувала організацію роботи Верховної Ради і виконувала деякі інші функції, передбачені Конституцією УРСР та України. До неї за посадою входили: Голова Верховної Ради, Перший заступник Голови, заступник Голови, Голова Комітету народного контролю Української РСР (до 19 червня 1991 року) та голови постійних комісій Верховної Ради Української РСР.

### Голови Верховної Ради
- Івашко Володимир Антонович — з 4 червня до 18 липня 1990 року[18][36][в 1]
- Кравчук Леонід Макарович — з 23 липня 1990 до 5 грудня 1991 року[38][86]
- Плющ Іван Степанович — з 5 грудня 1991 року[87]

### Перші заступники Голови Верховної Ради
- Плющ Іван Степанович — з 6 червня 1990 до 5 грудня 1991 року[19]
- Дурдинець Василь Васильович — з 29 січня 1992 року[119]

### Заступники Голови Верховної Ради
- Гриньов Володимир Борисович — з 7 червня 1990 до 29 червня 1993 року[20][120]

### Голови постійних комісій
28 червня 1990 року новообрана Верховна Рада призначила голів своїх 23 постійних комісій, а 26 лютого 1991 року — голову ще однієї нової комісії.
| Постійна комісія | Голова                                                               |
| --- | -------------------------------------------------------------------- |
| Комісія мандатна і з питань депутатської етики                                                                                                   | Рябоконь Василь Петрович                                             |
| Комісія у закордонних справах | Павличко Дмитро Васильович                                           |
| Комісія у питаннях законодавства і законності | Коцюба Олександр Павлович                                            |
| Комісія з питань правопорядку та боротьби із злочинністю                                                                                         | Кондратьєв Ярослав Юрійович                                          |
| Комісія з питань державного суверенітету, міжреспубліканських і міжнаціональних відносин                                                         | Шульга Микола Олександрович                                          |
| Комісія у питаннях діяльності Рад народних депутатів, розвитку місцевого самоврядування                                                          | Гришко Михайло Васильович                                            |
| Комісія з питань планування, бюджету, фінансів і цін                                                                                             | Печеров Андрій Васильович                                            |
| Комісія з питань економічної реформи і управління народним господарством                                                                         | Пилипчук Володимир Мефодійович                                       |
| Комісія з питань розвитку базових галузей народного господарства                                                                                 | Євтухов Василь Іванович                                              |
| Комісія з питань будівництва, архітектури та житлово-комунального господарства                                                                   | Череп Валерій Іванович                                               |
| Комісія з питань агропромислового комплексу | Чепурний Анатолій Григорович                                         |
| Комісія з питань відродження та соціального розвитку села                                                                                        | Сухий Василь Васильович                                              |
| Комісія у питаннях соціальної політики та праці                                                                                                  | Білоблоцький Микола Петрович                                         |
| Комісія у питаннях екології та раціонального природокористування                                                                                 | Залудяк Микола іванович                                              |
| Комісія з питань чорнобильської катастрофи | Яворівський Володимир Олександрович                                  |
| Комісія з питань здоров'я людини | Віцяк Павло Іванович                                                 |
| Комісія з питань народної освіти і науки | Юхновський Ігор Рафаїлович                                           |
| Комісія з питань культури та духовного відродження                                                                                               | Танюк Леонід (Лесь) Степанович                                       |
| Комісія у справах жінок, охорони сім'ї, материнства і дитинства                                                                                  | Ходоровський Георгій Іванович                                        |
| Комісія у справах ветеранів, пенсіонерів, інвалідів, репресованих, малозабезпечених і воїнів-інтернаціоналістів                                  | Науменко Микола Вікторович                                           |
| Комісія у справах молоді | Матвієнко Анатолій Сергійович                                        |
| Комісія у правах людини | Ємець Олександр Іванович                                             |
| Комісія з питань гласності та засобів масової інформації                                                                                         | Правденко Сергій Макарович                                           |
| Комісія з питань зовнішньої і внутрішньої безпеки (до 24 квітня 1991 року), Комісія з питань оборони і державної безпеки (з 24 квітня 1991 року) | Дурдинець Василь Васильович (з 26 лютого 1991 до 29 січня 1992 року) |

## Депутати за виборчими округами
До складу Верховної Ради одночасно обиралося 450 депутатів за відповідними виборчими округами — один депутат з кожного округу.
| ПІБ                                   | Фото | Місто або область         | Виборчий округ                    | № округу | Початок повноважень | Кінець повноважень |
| ------------------------------------- | ---- | ------------------------- | --------------------------------- | -------- | ------------------- | ------------------ |
| Скорик Лариса Павлівна                |      | Київ                      | Артемівський                      | 1        | 15.05.1990          | 10.05.1994         |
| Мовчан Павло Михайлович               |      | Київ                      | Березняківський                   | 2        | 15.05.1990          | 10.05.1994         |
| Танюк Леонід Степанович               |      | Київ                      | Ватутінський                      | 3        | 15.05.1990          | 10.05.1994         |
| Збітнєв Юрій Іванович                 |      | Київ                      | Гагарінський                      | 4        | 15.05.1990          | 10.05.1994         |
| Шевченко Олесь Євгенович              |      | Київ                      | Голосіївський                     | 5        | 15.05.1990          | 10.05.1994         |
| Івашко Володимир Антонович            |      | Київ                      | Дарницький                        | 6        | 15.05.1990          | 19.07.1990         |
| Фокін Вітольд Павлович                |      | Київ                      | Дарницький                        | 6        | 21.03.1991          | 10.05.1994         |
| Духов Борис Інокентійович             |      | Київ                      | Залізничний                       | 7        | 15.05.1990          | 13.12.1991         |
| Гнаткевич Юрій Васильович             |      | Київ                      | Індустріальний                    | 8        | 15.05.1990          | 10.05.1994         |
| Івасюк Валерій Петрович               |      | Київ                      | Ленінградський                    | 9        | 15.05.1990          | 10.05.1994         |
| Крижанівський Володимир Петрович      |      | Київ                      | Лівобережний                      | 10       | 15.05.1990          | 10.05.1994         |
| Дзюба Микола Григорович               |      | Київ                      | Оболонський                       | 11       | 15.05.1990          | 10.05.1994         |
| Кондратьєв Ярослав Юрійович           |      | Київ                      | Печерський                        | 12       | 15.05.1990          | 10.05.1994         |
| Салій Іван Миколайович                |      | Київ                      | Подільський                       | 13       | 15.05.1990          | 18.06.1992         |
| Карпенко Віталій Опанасович           |      | Київ                      | Прирічний                         | 14       | 15.05.1990          | 10.05.1994         |
| Кислий Павло Степанович               |      | Київ                      | Промисловий                       | 15       | 15.05.1990          | 10.05.1994         |
| Коцюба Олександр Павлович             |      | Київ                      | Радянський                        | 16       | 15.05.1990          | 10.05.1994         |
| Заєць Іван Олександрович              |      | Київ                      | Святошинський                     | 17       | 15.05.1990          | 10.05.1994         |
| Головатий Сергій Петрович             |      | Київ                      | Сирецький                         | 18       | 15.05.1990          | 10.05.1994         |
| Мокроусов Анатолій Олексійович        |      | Київ                      | Троєщинський                      | 19       | 15.05.1990          | 18.06.1992         |
| Шовкошитний Володимир Федорович       |      | Київ                      | Харківський                       | 20       | 15.05.1990          | 10.05.1994         |
| Ємець Олександр Іванович              |      | Київ                      | Центральний                       | 21       | 15.05.1990          | 10.05.1994         |
| Костенко Юрій Іванович                |      | Київ                      | Червоноармійський                 | 22       | 15.05.1990          | 10.05.1994         |
| Мокін Борис Іванович                  |      | Вінниця                   | Ленінський                        | 23       | 15.05.1990          | 10.05.1994         |
| Зінченко Арсен Леонідович             |      | Вінниця                   | Замостянський                     | 24       | 15.05.1990          | 10.05.1994         |
| Саввін Олексій Михайлович             |      | Вінниця                   | Староміський                      | 25       | 15.05.1990          | 10.05.1994         |
| Олійник Борис Степанович              |      | Вінницька область         | Жмеринський                       | 26       | 15.05.1990          | 10.05.1994         |
| Борщенко Ігор Олександрович           |      | Вінницька область         | Могилів-Подільський               | 27       | 15.05.1990          | 10.05.1994         |
| Маслов Михайло Іванович               |      | Вінницька область         | Хмільницький                      | 28       | 15.05.1990          | 10.05.1994         |
| Рябоконь Василь Петрович              |      | Вінницька область         | Барський                          | 29       | 15.05.1990          | 10.05.1994         |
| Матвієнко Анатолій Сергійович         |      | Вінницька область         | Бершадський                       | 30       | 15.05.1990          | 10.05.1994         |
| Дідик Микола Анатолійович             |      | Вінницька область         | Вінницький                        | 31       | 15.05.1990          | 18.06.1992         |
| Ткач Полікарп Ілліч                   |      | Вінницька область         | Вінницький                        | 31       | 14.12.1992          | 10.05.1994         |
| Подчос Григорій Степанович            |      | Вінницька область         | Гайсинський                       | 32       | 15.05.1990          | 10.05.1994         |
| Дубенков Геннадій Олексійович         |      | Вінницька область         | Козятинський                      | 33       | 15.05.1990          | 10.05.1994         |
| Хижняк Віталій Михайлович             |      | Вінницька область         | Немирівський                      | 34       | 15.05.1990          | 10.05.1994         |
| Гринчук Іван Адамович                 |      | Вінницька область         | Погребищенський                   | 35       | 15.05.1990          | 10.05.1994         |
| Попик Іван Васильович                 |      | Вінницька область         | Тростянецький                     | 36       | 15.05.1990          | 10.05.1994         |
| Мельник Микола Євтихійович            |      | Вінницька область         | Тульчинський                      | 37       | 15.05.1990          | 10.05.1994         |
| Савчук Анатолій Якович                |      | Вінницька область         | Шаргородський                     | 38       | 15.05.1990          | 10.05.1994         |
| Кравчук Леонід Макарович              |      | Вінницька область         | Ямпільський                       | 39       | 15.05.1990          | 05.12.1991         |
| Пискуновський Костянтин Володимирович |      | Вінницька область         | Ямпільський                       | 39       | 12.03.1992          | 10.05.1994         |
| Дмитришин Ярослав Іванович            |      | Волинська область         | Луцький                           | 40       | 15.05.1990          | 10.05.1994         |
| Гудима Олександр Васильович           |      | Волинська область         | Луцький-Центральний               | 41       | 15.05.1990          | 10.05.1994         |
| Мостиський Андрій Богданович          |      | Волинська область         | Ковельський                       | 42       | 15.05.1990          | 10.05.1994         |
| Свідерський Федір Феофілактович       |      | Волинська область         | Нововолинський                    | 43       | 15.05.1990          | 10.05.1994         |
| Бондарчук Андрій Іванович             |      | Волинська область         | Горохівський                      | 44       | 15.05.1990          | 10.05.1994         |
| Віцяк Павло Іванович                  |      | Волинська область         | Камінь-Каширський                 | 45       | 15.05.1990          | 10.05.1994         |
| Леміш Валентин Пантелійович           |      | Волинська область         | Ківерцівський                     | 46       | 15.05.1990          | 10.05.1994         |
| Парасунько Михайло Васильович         |      | Волинська область         | Любешівський                      | 47       | 15.05.1990          | 10.05.1994         |
| Бабанський Юрій Васильович            |      | Волинська область         | Турійський                        | 48       | 15.05.1990          | 10.05.1994         |
| Дідоренко Едуард Олексійович          |      | Луганськ                  | Ленінський                        | 49       | 15.05.1990          | 10.05.1994         |
| Ягоферов Анатолій Миколайович         |      | Луганськ                  | Артемівський                      | 50       | 15.05.1990          | 10.05.1994         |
| Квасов Володимир Ілліч                |      | Луганськ                  | Ватутінський                      | 51       | 15.05.1990          | 10.05.1994         |
| Тихонов Віктор Миколайович            |      | Луганськ                  | Жовтневий                         | 52       | 15.05.1990          | 10.05.1994         |
| Борзих Олександр Іванович             |      | Луганська область         | Кам'янобрідський                  | 53       | 15.05.1990          | 10.05.1994         |
| Козаренко Василь Іванович             |      | Луганська область         | Антрацитівський                   | 54       | 15.05.1990          | 10.05.1994         |
| Іоффе Юлій Якович                     |      | Луганська область         | Брянківський                      | 55       | 15.05.1990          | 10.05.1994         |
| Дорофєєв Володимир Миколайович        |      | Луганська область         | Алчевський                        | 56       | 15.05.1990          | 10.05.1994         |
| Остапенко Олександр Федорович         |      | Луганська область         | Краснодонський                    | 57       | 15.05.1990          | 10.05.1994         |
| Теряник Віктор Іванович               |      | Луганська область         | Краснолуцький                     | 58       | 15.05.1990          | 10.05.1994         |
| Лобач В'ячеслав Іванович              |      | Луганська область         | Лисичанський                      | 59       | 15.05.1990          | 10.05.1994         |
| Головач Володимир Михайлович          |      | Луганська область         | Первомайський                     | 60       | 15.05.1990          | 10.05.1994         |
| Базілянський Лев Леонідович           |      | Луганська область         | Ровеньківський                    | 61       | 15.05.1990          | 10.05.1994         |
| Сальніченко Віталій Миколайович       |      | Луганська область         | Рубіжанський                      | 62       | 15.05.1990          | 10.05.1994         |
| Гавриленко Микола Мефодійович         |      | Луганська область         | Свердловський                     | 63       | 15.05.1990          | 10.05.1994         |
| Ліщина Богдан Миколайович             |      | Луганська область         | Сєверодонецький                   | 64       | 15.05.1990          | 10.05.1994         |
| Фоменко Геннадій Петрович             |      | Луганська область         | Стахановський                     | 65       | 15.05.1990          | 10.05.1994         |
| Бондаренко Віктор Степанович          |      | Луганська область         | Антрацитівський                   | 66       | 15.05.1990          | 10.05.1994         |
| Ляхов Іван Андрійович                 |      | Луганська область         | Біловодський                      | 67       | 15.05.1990          | 10.05.1994         |
| Шульга Микола Олександрович           |      | Луганська область         | Лутугинський                      | 68       | 15.05.1990          | 10.05.1994         |
| Церт Микола Петрович                  |      | Луганська область         | Перевальський                     | 69       | 15.05.1990          | 10.05.1994         |
| Яришев Микола Михайлович              |      | Луганська область         | Попаснянський                     | 70       | 15.05.1990          | 10.05.1994         |
| Хананов Едуард Ахатович               |      | Луганська область         | Сватівський                       | 71       | 15.05.1990          | 18.06.1992         |
| Стешенко Олександр Миколайович        |      | Луганська область         | Сватівський                       | 71       | 25.01.1993          | 10.05.1994         |
| Шведенко Микола Миколайович           |      | Луганська область         | Станично-Луганський               | 72       | 15.05.1990          | 10.05.1994         |
| Попов Микола Михайлович               |      | Луганська область         | Старобільський                    | 73       | 15.05.1990          | 10.05.1994         |
| Протасов Валентин Іванович            |      | Дніпропетровська область  | Ленінський                        | 74       | 15.05.1990          | 10.05.1994         |
| Яцуба Володимир Григорович            |      | Дніпропетровська область  | Амур-Нижньодніпровський           | 75       | 15.05.1990          | 10.05.1994         |
| Корж Анатолій Володимирович           |      | Дніпропетровська область  | Бабушкінський                     | 76       | 15.05.1990          | 10.05.1994         |
| Павлов Володимир Олексійович          |      | Дніпропетровська область  | Вузівський                        | 77       | 15.05.1990          | 10.05.1994         |
| Пустовойтенко Валерій Павлович        |      | Дніпропетровська область  | Жовтневий                         | 78       | 15.05.1990          | 10.05.1994         |
| Веретенніков Віктор Олександрович     |      | Дніпропетровська область  | Індустріальний                    | 79       | 15.05.1990          | 10.05.1994         |
| Сметанін Володимир Ілліч              |      | Дніпропетровська область  | Кіровський                        | 80       | 15.05.1990          | 10.05.1994         |
| Кучма Леонід Данилович                |      | Дніпропетровська область  | Красногвардійський                | 81       | 15.05.1990          | 10.05.1994         |
| Табурянський Леопольд Іванович        |      | Дніпропетровська область  | Петровський                       | 82       | 15.05.1990          | 10.05.1994         |
| Правденко Сергій Макарович            |      | Дніпропетровська область  | Самарський                        | 83       | 15.05.1990          | 10.05.1994         |
| Баландюк Микола Степанович            |      | Дніпропетровська область  | Баглійський                       | 84       | 15.05.1990          | 10.05.1994         |
| Дубров Леонід Васильович              |      | Дніпропетровська область  | Дніпровський                      | 85       | 15.05.1990          | 10.05.1994         |
| Істратенко Микола Васильович          |      | Дніпропетровська область  | Заводський                        | 86       | 15.05.1990          | 10.05.1994         |
| Барабаш Олександр Леонідович          |      | Дніпропетровська область  | Жовтоводський                     | 87       | 15.05.1990          | 10.05.1994         |
| Чорнокур Володимир Романович          |      | Дніпропетровська область  | Горняцький                        | 88       | 15.05.1990          | 10.05.1994         |
| Байрака Михайло Миколайович           |      | Дніпропетровська область  | Дзержинський                      | 89       | 15.05.1990          | 10.05.1994         |
| Рябченко Микола Андрійович            |      | Дніпропетровська область  | Довгинцівський                    | 90       | 15.05.1990          | 10.05.1994         |
| Хомич Дмитро Михайлович               |      | Дніпропетровська область  | Інгулецький                       | 91       | 15.05.1990          | 10.05.1994         |
| Бадов Володимир Федорович             |      | Дніпропетровська область  | Кривбасівський                    | 92       | 15.05.1990          | 10.05.1994         |
| Коробко Микола Іванович               |      | Дніпропетровська область  | Тернівський                       | 93       | 15.05.1990          | 10.05.1994         |
| Євтухов Василь Іванович               |      | Дніпропетровська область  | Центрально-Міський                | 94       | 15.05.1990          | 10.05.1994         |
| Негода Володимир Федорович            |      | Дніпропетровська область  | Марганецький                      | 95       | 15.05.1990          | 10.05.1994         |
| Головко Юрій Петрович                 |      | Дніпропетровська область  | Нікопольський                     | 96       | 15.05.1990          | 10.05.1994         |
| Мельник Анатолій Максимович           |      | Дніпропетровська область  | Новомосковський міський           | 97       | 15.05.1990          | 10.05.1994         |
| Слободенюк Володимир Микитович        |      | Дніпропетровська область  | Західнодонбаський                 | 98       | 15.05.1990          | 10.05.1994         |
| Медвєдєв Володимир Гур'янович         |      | Дніпропетровська область  | Першотравенський                  | 99       | 15.05.1990          | 10.05.1994         |
| Чулаков Євген Родіонович              |      | Дніпропетровська область  | Васильківський                    | 100      | 15.05.1990          | 10.05.1994         |
| Мазур Володимир Дмитрович             |      | Дніпропетровська область  | Верхньодніпровський               | 101      | 15.05.1990          | 18.06.1992         |
| Омельченко Микола Григорович          |      | Дніпропетровська область  | Новомосковський                   | 102      | 15.05.1990          | 10.05.1994         |
| Сухий Василь Васильович               |      | Дніпропетровська область  | Павлоградський                    | 103      | 15.05.1990          | 10.05.1994         |
| Меньшов Володимир Олександрович       |      | Дніпропетровська область  | Південний                         | 104      | 15.05.1990          | 10.05.1994         |
| Сівцов Микола Пилипович               |      | Дніпропетровська область  | Солонянський                      | 105      | 15.05.1990          | 10.05.1994         |
| Продан Костянтин Костянтинович        |      | Дніпропетровська область  | Царичанський                      | 106      | 15.05.1990          | 10.05.1994         |
| Лазаренко Павло Іванович              |      | Дніпропетровська область  | Широківський                      | 107      | 15.05.1990          | 18.06.1992         |
| Слєднєв Володимир Петрович            |      | Донецьк                   | Ленінський                        | 108      | 15.05.1990          | 10.05.1994         |
| Дорошенко Іван Кирилович              |      | Донецьк                   | Будьоннівський                    | 109      | 15.05.1990          | 10.05.1994         |
| Корнєєв Альберт Васильович            |      | Донецьк                   | Ворошиловський                    | 110      | 15.05.1990          | 10.05.1994         |
| Серебрянников Юрій Пилипович          |      | Донецьк                   | Калінінський                      | 111      | 15.05.1990          | 10.05.1994         |
| Звягільський Юхим Леонідович          |      | Донецьк                   | Київський                         | 112      | 15.05.1990          | 10.05.1994         |
| Гусєв Віктор Іванович                 |      | Донецьк                   | Кіровський                        | 113      | 15.05.1990          | 10.05.1994         |
| Тризна Валентин Сергійович            |      | Донецьк                   | Куйбишевський                     | 114      | 15.05.1990          | 10.05.1994         |
| Маслюк Геннадій Євгенович             |      | Донецьк                   | Петровський                       | 115      | 15.05.1990          | 10.05.1994         |
| Чародєєв Олександр Васильович         |      | Донецьк                   | Пролетарський                     | 116      | 15.05.1990          | 10.05.1994         |
| Марченко Іван Дмитрович               |      | Донецька область          | Артемівський                      | 117      | 15.05.1990          | 10.05.1994         |
| Гребенченко Леонід Григорович         |      | Донецька область          | Горлівський-Калінінський          | 118      | 15.05.1990          | 10.05.1994         |
| Черненко Віталій Григорович           |      | Донецька область          | Горлівський-Микитівський          | 119      | 15.05.1990          | 10.05.1994         |
| Локтєв Сергій Володимирович           |      | Донецька область          | Горлівський-Центральний           | 120      | 15.05.1990          | 10.05.1994         |
| Панасовський Олег Григорович          |      | Донецька область          | Дебальцівський                    | 121      | 15.05.1990          | 10.05.1994         |
| Топалов Валерій Андрійович            |      | Донецька область          | Дзержинський                      | 122      | 15.05.1990          | 10.05.1994         |
| Сівкова Лідія Миколаївна              |      | Донецька область          | Добропільський                    | 123      | 15.05.1990          | 10.05.1994         |
| Старіченко Олександр Гаврилович       |      | Донецька область          | Дружківський                      | 124      | 15.05.1990          | 10.05.1994         |
| Ляшко Віктор Іванович                 |      | Донецька область          | Єнакіївський                      | 125      | 15.05.1990          | 10.05.1994         |
| Маякін Валентин Андрійович            |      | Донецька область          | Костянтинівський                  | 126      | 15.05.1990          | 10.05.1994         |
| Богатирьова Раїса Василівна           |      | Донецька область          | Краматорський                     | 127      | 15.05.1990          | 10.05.1994         |
| Шеховцов Олексій Дмитрович            |      | Донецька область          | Новокраматорський                 | 128      | 15.05.1990          | 10.05.1994         |
| Васильєв Василь Іванович              |      | Донецька область          | Красноармійський міський          | 129      | 15.05.1990          | 10.05.1994         |
| Смирнов Юрій Костянтинович            |      | Донецька область          | Краснолиманський                  | 130      | 15.05.1990          | 18.06.1992         |
| Хунов Анатолій Ісмаїлович             |      | Донецька область          | Краснолиманський                  | 130      | 14.12.1992          | 10.05.1994         |
| Жуков Володимир Романович             |      | Донецька область          | Макіївський-Гірницький            | 131      | 15.05.1990          | 10.05.1994         |
| Півень Микола Іванович                |      | Донецька область          | Макіївський-Радянський            | 132      | 15.05.1990          | 10.05.1994         |
| Шевченко Віктор Іванович              |      | Донецька область          | Макіївський-Центральний           | 133      | 15.05.1990          | 10.05.1994         |
| Макаренко Сергій Михайлович           |      | Донецька область          | Макіївський-Червоногвардійський   | 134      | 15.05.1990          | 10.05.1994         |
| Хотлубєй Юрій Юрійович                |      | Донецька область          | Маріупольський Жовтневий          | 135      | 15.05.1990          | 10.05.1994         |
| Під'яблонський Михайло Іванович       |      | Донецька область          | Маріупольський-Іллічівський       | 136      | 15.05.1990          | 10.05.1994         |
| Булянда Олександр Олексійович         |      | Донецька область          | Маріупольський-Орджонікідзевський | 137      | 15.05.1990          | 10.05.1994         |
| Бандура Анатолій Іванович             |      | Донецька область          | Маріупольський-Приморський        | 138      | 15.05.1990          | 10.05.1994         |
| Задорожний Борис Васильович           |      | Донецька область          | Маріупольський-Центральний        | 139      | 15.05.1990          | 10.05.1994         |
| Ясинський Володимир Віталійович       |      | Донецька область          | Селидівський                      | 140      | 15.05.1990          | 10.05.1994         |
| Новіков Володимир Якович              |      | Донецька область          | Слов'янський міський              | 141      | 15.05.1990          | 10.05.1994         |
| Кисельов Анатолій Васильович          |      | Донецька область          | Сніжнянський                      | 142      | 15.05.1990          | 18.06.1992         |
| Бурего Микола Степанович              |      | Донецька область          | Сніжнянський                      | 142      | 14.12.1992          | 10.05.1994         |
| Колеснік Сергій Віталійович           |      | Донецька область          | Торезький                         | 143      | 15.05.1990          | 10.05.1994         |
| Пауль Віктор Йосипович                |      | Донецька область          | Харцизький                        | 144      | 15.05.1990          | 10.05.1994         |
| Чураков Валерій Миколайович           |      | Донецька область          | Шахтарський                       | 145      | 15.05.1990          | 10.05.1994         |
| Островський Зіновій Васильович        |      | Донецька область          | Ясинуватський                     | 146      | 15.05.1990          | 10.05.1994         |
| Родигін Валерій Миколайович           |      | Донецька область          | Амвросіївський                    | 147      | 15.05.1990          | 18.06.1992         |
| Мартинов Анатолій Федорович           |      | Донецька область          | Амвросіївський                    | 147      | 14.12.1992          | 10.05.1994         |
| Толстоухов Анатолій Володимирович     |      | Донецька область          | Волноваський                      | 148      | 15.05.1990          | 10.05.1994         |
| Герасименко Станіслав Дмитрович       |      | Донецька область          | Красноармійський                  | 149      | 15.05.1990          | 10.05.1994         |
| Спаський Олександр Миколайович        |      | Донецька область          | Мар'їнський                       | 150      | 15.05.1990          | 10.05.1994         |
| Сидоренко Микола Якович               |      | Донецька область          | Новоазовський                     | 151      | 15.05.1990          | 16.10.1990         |
| Рибін Олександр Миколайович           |      | Донецька область          | Новоазовський                     | 151      | 07.02.1991          | 10.05.1994         |
| Дашивець Григорій Арсентійович        |      | Донецька область          | Слов'янський                      | 152      | 15.05.1990          | 10.05.1994         |
| Зайко Яків Якович                     |      | Житомир                   | Богунський                        | 153      | 15.05.1990          | 10.05.1994         |
| Сугоняко Олександр Анатолійович       |      | Житомир                   | Корольовський                     | 154      | 15.05.1990          | 10.05.1994         |
| Мельничук Віталій Григорович          |      | Житомир                   | Промисловий                       | 155      | 15.05.1990          | 10.05.1994         |
| Хилюк Олексій Олексійович             |      | Житомирська область       | Бердичівський                     | 156      | 15.05.1990          | 10.05.1994         |
| Яценко Володимир Михайлович           |      | Житомирська область       | Коростенський                     | 157      | 15.05.1990          | 10.05.1994         |
| Федоров Володимир Григорович          |      | Житомирська область       | Новоград-Волинський               | 158      | 15.05.1990          | 10.05.1994         |
| Дупляк Микола Степанович              |      | Житомирська область       | Андрушівський                     | 159      | 15.05.1990          | 10.05.1994         |
| Янушевич Станіслава Антонівна         |      | Житомирська область       | Житомирський                      | 160      | 15.05.1990          | 10.05.1994         |
| Борейко Михайло Степанович            |      | Житомирська область       | Коростишівський                   | 161      | 15.05.1990          | 10.05.1994         |
| Панасюк Федір Тимофійович             |      | Житомирська область       | Любарський                        | 162      | 15.05.1990          | 10.05.1994         |
| Будько Валентин Семенович             |      | Житомирська область       | Малинський                        | 163      | 15.05.1990          | 10.05.1994         |
| Бондарєв Валерій Петрович             |      | Житомирська область       | Овруцький                         | 164      | 15.05.1990          | 10.05.1994         |
| Рудик Василь Назарович                |      | Житомирська область       | Олевський                         | 165      | 15.05.1990          | 10.05.1994         |
| Гайовий Володимир Максимович          |      | Житомирська область       | Червоноармійський                 | 166      | 15.05.1990          | 10.05.1994         |
| Єліашевич Ігор Володимирович          |      | Закарпатська область      | Ужгородський                      | 167      | 15.05.1990          | 10.05.1994         |
| Данчевський Володимир Якимович        |      | Закарпатська область      | Мукачівський міський              | 168      | 15.05.1990          | 10.05.1994         |
| Шепа Василь Васильович                |      | Закарпатська область      | Берегівський                      | 169      | 15.05.1990          | 10.05.1994         |
| Поличко Андрій Васильович             |      | Закарпатська область      | Виноградівський                   | 170      | 15.05.1990          | 18.06.1992         |
| Бабенко Станіслав Григорович          |      | Закарпатська область      | Виноградівський                   | 170      | 04.05.1993          | 10.05.1994         |
| Галас Іван Іванович                   |      | Закарпатська область      | Іршавський                        | 171      | 15.05.1990          | 10.05.1994         |
| Кельман Дмитро Іванович               |      | Закарпатська область      | Мукачівський                      | 172      | 15.05.1990          | 10.05.1994         |
| Герц Іван Іванович                    |      | Закарпатська область      | Перечинський                      | 173      | 15.05.1990          | 10.05.1994         |
| Габор Іван Михайлович                 |      | Закарпатська область      | Рахівський                        | 174      | 15.05.1990          | 10.05.1994         |
| Волощук Михайло Юрійович              |      | Закарпатська область      | Свалявський                       | 175      | 15.05.1990          | 10.05.1994         |
| Бедь Віктор Васильович                |      | Закарпатська область      | Тячівський                        | 176      | 15.05.1990          | 10.05.1994         |
| Попович Іван Васильович               |      | Закарпатська область      | Хустський                         | 177      | 15.05.1990          | 21.03.1992         |
| Дорчинець Дмитро Федорович            |      | Закарпатська область      | Хустський                         | 177      | 13.10.1992          | 10.05.1994         |
| Романчук Володимир Миколайович        |      | Запоріжжя                 | Ленінський                        | 178      | 15.05.1990          | 10.05.1994         |
| Слєсаренко Віктор Михайлович          |      | Запоріжжя                 | Жовтневий                         | 179      | 15.05.1990          | 10.05.1994         |
| Сацький Віталій Антонович             |      | Запоріжжя                 | Заводський                        | 180      | 15.05.1990          | 10.05.1994         |
| Короленко Євген Сергійович            |      | Запоріжжя                 | Комунарський                      | 181      | 15.05.1990          | 10.05.1994         |
| Порада Олексій Миколайович            |      | Запоріжжя                 | Леваневський                      | 182      | 15.05.1990          | 10.05.1994         |
| Дубовський Анатолій Іванович          |      | Запоріжжя                 | Орджонікідзевський                | 183      | 15.05.1990          | 10.05.1994         |
| Соболєв Сергій Владиславович          |      | Запорізька область        | Хортицький                        | 184      | 15.05.1990          | 10.05.1994         |
| Ізмалков Валерій Миколайович          |      | Запорізька область        | Шевченківський                    | 185      | 15.05.1990          | 10.05.1994         |
| Шевченко Володимир Петрович           |      | Запорізька область        | Бердянський міський               | 186      | 15.05.1990          | 10.05.1994         |
| Сичов Віктор Олександрович            |      | Запорізька область        | Мелітопольський міський           | 187      | 15.05.1990          | 10.05.1994         |
| Білоусенко Олександр Федорович        |      | Запорізька область        | Токмацький                        | 188      | 15.05.1990          | 10.05.1994         |
| Дем'янов Володимир Васильович         |      | Запорізька область        | Бердянський                       | 189      | 15.05.1990          | 18.06.1992         |
| Ніколенко Анатолій Миколайович        |      | Запорізька область        | Бердянський                       | 189      | 14.12.1992          | 10.05.1994         |
| Причкін Олексій Олексійович           |      | Запорізька область        | Василівський                      | 190      | 15.05.1990          | 10.05.1994         |
| Гоменюк Іван Артемович                |      | Запорізька область        | Запорізький                       | 191      | 15.05.1990          | 18.06.1992         |
| Олійник Борис Ілліч                   |      | Запорізька область        | Запорізький                       | 191      | 14.12.1992          | 10.05.1994         |
| Бойко Іван Григорович                 |      | Запорізька область        | Кам'янсько-Дніпровський           | 192      | 15.05.1990          | 10.05.1994         |
| Білий Леонід Савелійович              |      | Запорізька область        | Мелітопольський                   | 193      | 15.05.1990          | 10.05.1994         |
| Воробйов Олександр Костянтинович      |      | Запорізька область        | Пологівський                      | 194      | 15.05.1990          | 10.05.1994         |
| Петренко Володимир Оникійович         |      | Запорізька область        | Приазовський                      | 195      | 15.05.1990          | 10.05.1994         |
| Лук'яненко Левко Григорович           |      | Івано-Франківська область | Залізничний                       | 196      | 15.05.1990          | 18.06.1992         |
| Костицький Василь Васильович          |      | Івано-Франківськ          | Залізничний                       | 196      | 04.05.1993          | 10.05.1994         |
| Чучук Маркіян Євгенович               |      | Івано-Франківська область | Центральний                       | 197      | 15.05.1990          | 10.05.1994         |
| Голубець Михайло Андрійович           |      | Івано-Франківська область | Калуський                         | 198      | 15.05.1990          | 10.05.1994         |
| Пушик Степан Григорович               |      | Івано-Франківська область | Коломийський                      | 199      | 15.05.1990          | 10.05.1994         |
| Волковецький Степан Васильович        |      | Івано-Франківська область | Долинський                        | 200      | 15.05.1990          | 10.05.1994         |
| Шлемко Володимир Теофілович           |      | Івано-Франківська область | Косівський                        | 201      | 15.05.1990          | 10.05.1994         |
| Дума Зіновій Євгенович                |      | Івано-Франківська область | Надвірнянський                    | 202      | 15.05.1990          | 10.05.1994         |
| Пиріг Любомир Антонович               |      | Івано-Франківська область | Рогатинський                      | 203      | 15.05.1990          | 10.05.1994         |
| Новицький Євген Антонович             |      | Івано-Франківська область | Рожнятівський                     | 204      | 15.05.1990          | 10.05.1994         |
| Захарук Дмитро Васильович             |      | Івано-Франківська область | Снятинський                       | 205      | 15.05.1990          | 10.05.1994         |
| Ребрик Богдан Васильович              |      | Івано-Франківська область | Тисменицький                      | 206      | 15.05.1990          | 10.05.1994         |
| Осадчук Петро Ілліч                   |      | Івано-Франківська область | Тлумацький                        | 207      | 15.05.1990          | 10.05.1994         |
| Васильєва Галина Іванівна             |      | Київська область          | Білоцерківський міський           | 208      | 15.05.1990          | 10.05.1994         |
| Макеєнко Володимир Володимирович      |      | Київська область          | Бориспільський                    | 209      | 15.05.1990          | 10.05.1994         |
| Капштик Іван Маркович                 |      | Київська область          | Броварський                       | 210      | 15.05.1990          | 18.06.1992         |
| Хоменко Володимир Миколайович         |      | Київська область          | Броварський                       | 210      | 04.05.1993          | 10.05.1994         |
| Михайлюк Василь Петрович              |      | Київська область          | Васильківський                    | 211      | 15.05.1990          | 10.05.1994         |
| Андріяка Олександр Олександрович      |      | Київська область          | Ірпінський                        | 212      | 15.05.1990          | 10.05.1994         |
| Куцай Іван Леонтійович                |      | Київська область          | Переяслав-Хмельницький            | 213      | 15.05.1990          | 10.05.1994         |
| Мартинчук Василь Йосипович            |      | Київська область          | Фастівський                       | 214      | 15.05.1990          | 10.05.1994         |
| Коваленко Микола Митрофанович         |      | Київська область          | Баришівський                      | 215      | 15.05.1990          | 10.05.1994         |
| Ейсмонт Володимир Юхимович            |      | Київська область          | Білоцерківський                   | 216      | 15.05.1990          | 18.06.1992         |
| Сінько Василь Данилович               |      | Київська область          | Білоцерківський                   | 216      | 14.12.1992          | 10.05.1994         |
| Єщенко Валентина Миколаївна           |      | Київська область          | Вишгородський                     | 217      | 15.05.1990          | 10.05.1994         |
| Рябоконь Олександр Григорович         |      | Київська область          | Володарський                      | 218      | 15.05.1990          | 10.05.1994         |
| Гуренко Станіслав Іванович            |      | Київська область          | Іванківський                      | 219      | 15.05.1990          | 25.01.1993         |
| Андрощук Василь Овер'янович           |      | Київська область          | Іванківський                      | 219      | 21.11.1993          | 10.05.1994         |
| Нечипоренко Олександр Лаврович        |      | Київська область          | Києво-Святошинський               | 220      | 15.05.1990          | 10.05.1994         |
| Плющ Іван Степанович                  |      | Київська область          | Макарівський                      | 221      | 15.05.1990          | 10.05.1994         |
| Ніколаєнко Іван Андрійович            |      | Київська область          | Миронівський                      | 222      | 15.05.1990          | 10.05.1994         |
| Швець Валентин Родіонович             |      | Київська область          | Обухівський                       | 223      | 15.05.1990          | 10.05.1994         |
| Мороз Олександр Олександрович         |      | Київська область          | Таращанський                      | 224      | 15.05.1990          | 10.05.1994         |
| Панченко Володимир Євгенович          |      | Кіровоградська область    | Ленінський                        | 225      | 15.05.1990          | 10.05.1994         |
| Шишкін Віктор Іванович                |      | Кіровоградська область    | Кіровський                        | 226      | 15.05.1990          | 10.05.1994         |
| Тарасенко Олександр Григорович        |      | Кіровоградська область    | Знам'янський                      | 227      | 15.05.1990          | 10.05.1994         |
| Павленко Фелікс Омелянович            |      | Кіровоградська область    | Олександрійський міський          | 228      | 15.05.1990          | 10.05.1994         |
| Яворівський Володимир Олександрович   |      | Кіровоградська область    | Світловодський                    | 229      | 15.05.1990          | 10.05.1994         |
| Дурдинець Василь Васильович           |      | Кіровоградська область    | Бобринецький                      | 230      | 15.05.1990          | 10.05.1994         |
| Ігнатенко Володимир Володимирович     |      | Кіровоградська область    | Гайворонський                     | 231      | 15.05.1990          | 10.05.1994         |
| Крючков Василь Дмитрович              |      | Кіровоградська область    | Маловиськівський                  | 232      | 15.05.1990          | 10.05.1994         |
| Желіба Володимир Іванович             |      | Кіровоградська область    | Новоархангельський                | 233      | 15.05.1990          | 10.05.1994         |
| Мусієнко Іван Михайлович              |      | Кіровоградська область    | Новоукраїнський                   | 234      | 15.05.1990          | 10.05.1994         |
| Мармазов Євген Васильович             |      | Кіровоградська область    | Олександрійський                  | 235      | 15.05.1990          | 10.05.1994         |
| Ступніков Юрій Іванович               |      | Севастополь               | Ленінський                        | 236      | 15.05.1990          | 10.05.1994         |
| Некрасов Владилен Петрович            |      | Севастополь               | Балаклавський                     | 237      | 15.05.1990          | 10.05.1994         |
| Ванєєв Геннадій Іванович              |      | Севастополь               | Гагарінський                      | 238      | 15.05.1990          | 10.05.1994         |
| Кондряков Олександр Миколайович       |      | Севастополь               | Нахімовський                      | 239      | 15.05.1990          | 10.05.1994         |
| Павліченко Віталій Купріянович        |      | Симферополь               | Залізничний                       | 240      | 15.05.1990          | 10.05.1994         |
| Севастьянов Володимир Іванович        |      | Симферополь               | Київський                         | 241      | 15.05.1990          | 10.05.1994         |
| Терехов Володимир Павлович            |      | Симферополь               | Центральний                       | 242      | 15.05.1990          | 10.05.1994         |
| Матійко Анатолій Семенович            |      | Республіка Крим           | Алуштинський                      | 243      | 15.05.1990          | 10.05.1994         |
| Пшеничников Анатолій Єгорович         |      | Республіка Крим           | Джанкойський                      | 244      | 15.05.1990          | 10.05.1994         |
| Курашик Віталій Володимирович         |      | Республіка Крим           | Євпаторійський                    | 245      | 15.05.1990          | 05.10.1993         |
| Аптер Яків Михайлович                 |      | Республіка Крим           | Керченський                       | 246      | 15.05.1990          | 18.11.1993         |
| Куніцин Сергій Володимирович          |      | Республіка Крим           | Красноперекопський                | 247      | 15.05.1990          | 10.05.1994         |
| Цеков Сергій Павлович                 |      | Республіка Крим           | Сакський                          | 248      | 15.05.1990          | 10.05.1994         |
| Рева Віталій Михайлович               |      | Республіка Крим           | Феодосійський                     | 249      | 15.05.1990          | 10.05.1994         |
| Спис Микола Михайлович                |      | Республіка Крим           | Ялтинський                        | 250      | 15.05.1990          | 10.05.1994         |
| Перепадін Олександр Іванович          |      | Республіка Крим           | Бахчисарайський                   | 251      | 15.05.1990          | 10.05.1994         |
| Колісниченко Микола Петрович          |      | Республіка Крим           | Білогірський                      | 252      | 15.05.1990          | 10.05.1994         |
| Кузьменко Микола Іванович             |      | Республіка Крим           | Красногвардійський                | 253      | 15.05.1990          | 10.05.1994         |
| Демидов Григорій Вікторович           |      | Республіка Крим           | Ленінський                        | 254      | 15.05.1990          | 10.05.1994         |
| Багров Микола Васильович              |      | Республіка Крим           | Нижньогірський                    | 255      | 15.05.1990          | 10.05.1994         |
| Гаврилов Анатолій Васильович          |      | Республіка Крим           | Роздольненський                   | 256      | 15.05.1990          | 10.05.1994         |
| Казак Леонід Васильович               |      | Республіка Крим           | Сімферопольський                  | 257      | 15.05.1990          | 10.05.1994         |
| Влох Орест Григорович                 |      | Львів                     | Галицький                         | 258      | 15.05.1990          | 10.05.1994         |
| Драч Іван Федорович                   |      | Львів                     | Артемівський                      | 259      | 15.05.1990          | 10.05.1994         |
| Горинь Михайло Миколайович            |      | Львів                     | Залізничний                       | 260      | 15.05.1990          | 10.05.1994         |
| Хмара Степан Ілліч                    |      | Львів                     | Індустріальний                    | 261      | 15.05.1990          | 10.05.1994         |
| Котик Богдан Дмитрович                |      | Львів                     | Радянський                        | 262      | 15.05.1990          | 14.08.1991         |
| Пинзеник Віктор Михайлович            |      | Львів                     | Радянський                        | 262      | 04.01.1992          | 10.05.1994         |
| Юхновський Ігор Рафаїлович            |      | Львів                     | Личаківський                      | 263      | 15.05.1990          | 10.05.1994         |
| Чорновіл Вячеслав Максимович          |      | Львів                     | Шевченківський                    | 264      | 15.05.1990          | 10.05.1994         |
| Іваничук Роман Іванович               |      | Львівська область         | Дрогобицький                      | 265      | 15.05.1990          | 10.05.1994         |
| Деркач Ігор Степанович                |      | Львівська область         | Самбірський                       | 266      | 15.05.1990          | 10.05.1994         |
| Романюк Віталій Степанович            |      | Львівська область         | Стрийський                        | 267      | 15.05.1990          | 10.05.1994         |
| Козярський Богдан Іванович            |      | Львівська область         | Червоноградський                  | 268      | 15.05.1990          | 10.05.1994         |
| Чобіт Дмитро Васильович               |      | Львівська область         | Бродівський                       | 269      | 15.05.1990          | 10.05.1994         |
| Батіг Михайло Іванович                |      | Львівська область         | Бузький                           | 270      | 15.05.1990          | 10.05.1994         |
| Гринів Євген Андрійович               |      | Львівська область         | Дрогобицький                      | 271      | 15.05.1990          | 10.05.1994         |
| Горинь Богдан Миколайович             |      | Львівська область         | Жидачівський                      | 272      | 15.05.1990          | 10.05.1994         |
| Швайка Михайло Андрійович             |      | Львівська область         | Золочівський                      | 273      | 15.05.1990          | 10.05.1994         |
| Калинець Ірина Онуфріївна             |      | Львівська область         | Миколаївський                     | 274      | 15.05.1990          | 10.05.1994         |
| Стецьків Тарас Степанович             |      | Львівська область         | Мостиський                        | 275      | 15.05.1990          | 10.05.1994         |
| Гринів Ігор Олексійович               |      | Львівська область         | Жовківський                       | 276      | 15.05.1990          | 10.05.1994         |
| Косів Михайло Васильович              |      | Львівська область         | Пустомитівський                   | 277      | 15.05.1990          | 10.05.1994         |
| Кендзьор Ярослав Михайлович           |      | Львівська область         | Сокальський                       | 278      | 15.05.1990          | 10.05.1994         |
| Макар Іван Іванович                   |      | Львівська область         | Старосамбірський                  | 279      | 15.05.1990          | 10.05.1994         |
| Павлюк Степан Петрович                |      | Львівська область         | Турківський                       | 280      | 15.05.1990          | 10.05.1994         |
| Лубківський Роман Мар'янович          |      | Львівська область         | Яворівський                       | 281      | 15.05.1990          | 10.05.1994         |
| Виноградський Максим Павлович         |      | Миколаїв                  | Ленінський                        | 282      | 15.05.1990          | 10.05.1994         |
| Мороз Олександр Володимирович         |      | Миколаїв                  | Заводський                        | 283      | 15.05.1990          | 10.05.1994         |
| Кінах Анатолій Кирилович              |      | Миколаїв                  | Корабельний                       | 284      | 15.05.1990          | 18.06.1992         |
| Бердніков Олександр Якович            |      | Миколаїв                  | Корабельний                       | 284      | 18.05.1993          | 10.05.1994         |
| Матвєєв Володимир Йосипович           |      | Миколаїв                  | Центральний                       | 285      | 15.05.1990          | 10.05.1994         |
| Савченко Анатолій Петрович            |      | Миколаївська область      | Вознесенський                     | 286      | 15.05.1990          | 10.05.1994         |
| Толубко Володимир Борисович           |      | Миколаївська область      | Первомайський                     | 287      | 15.05.1990          | 10.05.1994         |
| Чебан Олександр Олександрович         |      | Миколаївська область      | Арбузинський                      | 288      | 15.05.1990          | 10.05.1994         |
| Шинкарук Володимир Максимович         |      | Миколаївська область      | Доманівський                      | 289      | 15.05.1990          | 10.05.1994         |
| Грицай Іван Трохимович                |      | Миколаївська область      | Миколаївський                     | 290      | 15.05.1990          | 10.05.1994         |
| Потебенько Михайло Олексійович        |      | Миколаївська область      | Новобузький                       | 291      | 15.05.1990          | 10.05.1994         |
| Башкіров Михайло Володимирович        |      | Миколаївська область      | Снігурівський                     | 292      | 15.05.1990          | 10.05.1994         |
| Горін Едуард Олексійович              |      | Одеса                     | Ленінський                        | 293      | 15.05.1990          | 10.05.1994         |
| Романов Юрій Сергійович               |      | Одеса                     | Жовтневий                         | 294      | 15.05.1990          | 10.05.1994         |
| Мазур Юлій Маркович                   |      | Одеса                     | Іллічівський                      | 295      | 15.05.1990          | 10.05.1994         |
| Головенко Микола Якович               |      | Одеса                     | Київський                         | 296      | 15.05.1990          | 10.05.1994         |
| Симоненко Валентин Костянтинович      |      | Одеса                     | Малиновський                      | 297      | 15.05.1990          | 18.06.1992         |
| Остроущенко Світлана Вікторівна       |      | Одеса                     | Приморський                       | 298      | 15.05.1990          | 10.05.1994         |
| Дорогунцов Сергій Іванович            |      | Одеса                     | Суворовський                      | 299      | 15.05.1990          | 10.05.1994         |
| Хмельнюк Валерій Якович               |      | Одеса                     | Таїровський                       | 300      | 15.05.1990          | 10.05.1994         |
| Резнік Борис Якович                   |      | Одеса                     | Центральний                       | 301      | 15.05.1990          | 10.05.1994         |
| Лобенко Анатолій Олександрович        |      | Одеса                     | Чорноморський                     | 302      | 15.05.1990          | 10.05.1994         |
| Гальцев Павло Сазонтійович            |      | Одеська область           | Білгород-Дністровський            | 303      | 15.05.1990          | 10.05.1994         |
| Дунтау Олександр Михайлович           |      | Одеська область           | Ізмаїльський                      | 304      | 15.05.1990          | 10.05.1994         |
| Рибальченко Анатолій Андрійович       |      | Одеська область           | Котовський                        | 305      | 15.05.1990          | 10.05.1994         |
| Пилипенко Віктор Васильович           |      | Одеська область           | Морський                          | 306      | 15.05.1990          | 10.05.1994         |
| Дудченко Віталій Іванович             |      | Одеська область           | Біляївський                       | 307      | 15.05.1990          | 10.05.1994         |
| Македонський Іван Іванович            |      | Одеська область           | Болградський                      | 308      | 15.05.1990          | 18.06.1992         |
| Печеров Андрій Васильович             |      | Одеська область           | Великомихайлівський               | 309      | 15.05.1990          | 10.05.1994         |
| Бутенко Анатолій Іванович             |      | Одеська область           | Іванівський                       | 310      | 15.05.1990          | 10.05.1994         |
| Поджаров Іван Іванович                |      | Одеська область           | Кілійський                        | 311      | 15.05.1990          | 18.06.1992         |
| Боделан Руслан Борисович              |      | Одеська область           | Кілійський                        | 311      | 14.12.1992          | 10.05.1994         |
| Снігірьов Микола Михайлович           |      | Одеська область           | Комінтернівський                  | 312      | 15.05.1990          | 10.05.1994         |
| Савельєв Олег Єфремович               |      | Одеська область           | Савранський                       | 313      | 15.05.1990          | 10.05.1994         |
| Мельник Борис Павлович                |      | Одеська область           | Тарутинський                      | 314      | 15.05.1990          | 10.05.1994         |
| Стадниченко Володимир Якович          |      | Одеська область           | Татарбунарський                   | 315      | 15.05.1990          | 10.05.1994         |
| Васін Євген Михайлович                |      | Полтава                   | Ленінський                        | 316      | 15.05.1990          | 10.05.1994         |
| Кіпаріс Федір Сергійович              |      | Полтава                   | Київський                         | 317      | 15.05.1990          | 10.05.1994         |
| Носов Владислав Васильович            |      | Полтавська область        | Октябрський                       | 318      | 15.05.1990          | 10.05.1994         |
| Мартиненко Володимир Петрович         |      | Полтавська область        | Комсомольський                    | 319      | 15.05.1990          | 10.05.1994         |
| Бойко Вадим Леонідович                |      | Полтавська область        | Кременчуцький-Автозаводський      | 320      | 15.05.1990          | 14.02.1992         |
| Залудяк Микола Іванович               |      | Полтавська область        | Кременчуцький-Крюківський         | 321      | 15.05.1990          | 18.06.1992         |
| Петров Віктор Михайлович              |      | Полтавська область        | Лубенський                        | 322      | 15.05.1990          | 10.05.1994         |
| Сватков Леонід Борисович              |      | Полтавська область        | Миргородський                     | 323      | 15.05.1990          | 10.05.1994         |
| Петренко Микола Якович                |      | Полтавська область        | Гадяцький                         | 324      | 15.05.1990          | 10.05.1994         |
| Ківшик Петро Андрійович               |      | Полтавська область        | Глобинський                       | 325      | 15.05.1990          | 10.05.1994         |
| Гопей Іван Олександрович              |      | Полтавська область        | Карлівський                       | 326      | 15.05.1990          | 10.05.1994         |
| Шкарбан Микола Іванович               |      | Полтавська область        | Кобеляцький                       | 327      | 15.05.1990          | 10.05.1994         |
| Передрій Борис Іванович               |      | Полтавська область        | Лохвицький                        | 328      | 15.05.1990          | 18.06.1992         |
| Бондаренко Василь Маркович            |      | Полтавська область        | Лохвицький                        | 328      | 14.12.1992          | 10.05.1994         |
| Ситник Віктор Петрович                |      | Полтавська область        | Оржицький                         | 329      | 15.05.1990          | 10.05.1994         |
| Степенко Василь Іванович              |      | Полтавська область        | Полтавський                       | 330      | 15.05.1990          | 10.05.1994         |
| Ковінько Анатолій Іванович            |      | Полтавська область        | Хорольський                       | 331      | 15.05.1990          | 10.05.1994         |
| Червоній Василь Михайлович            |      | Рівне                     | Ленінський                        | 332      | 15.05.1990          | 10.05.1994         |
| Пилипчук Володимир Мефодійович        |      | Рівне                     | Жовтневий                         | 333      | 15.05.1990          | 10.05.1994         |
| Білий Василь Павлович                 |      | Рівненська область        | Дубнівський                       | 334      | 15.05.1990          | 10.05.1994         |
| Каменчук Сергій Олександрович         |      | Рівненська область        | Володимирецький                   | 335      | 15.05.1990          | 10.05.1994         |
| Руденко Василь Миколайович            |      | Рівненська область        | Гощанський                        | 336      | 15.05.1990          | 10.05.1994         |
| Костюк Олександр Власович             |      | Рівненська область        | Дубровицький                      | 337      | 15.05.1990          | 10.05.1994         |
| Баталов Валерій Гаязович              |      | Рівненська область        | Здолбунівський                    | 338      | 15.05.1990          | 10.05.1994         |
| Шершун Микола Харитонович             |      | Рівненська область        | Костопільський                    | 339      | 15.05.1990          | 10.05.1994         |
| Поровський Микола Іванович            |      | Рівненська область        | Рівненський                       | 340      | 15.05.1990          | 10.05.1994         |
| Єршов Аркадій Віталійович             |      | Рівненська область        | Сарненський                       | 341      | 15.05.1990          | 10.05.1994         |
| Піскун Олександр Ілліч                |      | Суми                      | Зарічний                          | 342      | 15.05.1990          | 10.05.1994         |
| Воробйов Олександр Миколайович        |      | Сумська область           | Ковпаківський                     | 343      | 15.05.1990          | 10.05.1994         |
| Грабін Володимир Володимирович        |      | Сумська область           | Глухівський                       | 344      | 15.05.1990          | 10.05.1994         |
| Хоменко Микола Григорович             |      | Сумська область           | Конотопський                      | 345      | 15.05.1990          | 10.05.1994         |
| Рапій Роман Костянтинович             |      | Сумська область           | Охтирський                        | 346      | 15.05.1990          | 10.05.1994         |
| Марченко Володимир Романович          |      | Сумська область           | Роменський                        | 347      | 15.05.1990          | 10.05.1994         |
| Сербін Юрій Сергійович                |      | Сумська область           | Шосткинський                      | 348      | 15.05.1990          | 10.05.1994         |
| Череп Валерій Іванович                |      | Сумська область           | Білопільський                     | 349      | 15.05.1990          | 10.05.1994         |
| Грищенко Іван Михайлович              |      | Сумська область           | Кролевецький                      | 350      | 15.05.1990          | 10.05.1994         |
| Бондаренко Анатолій Дмитрович         |      | Сумська область           | Лебединський                      | 351      | 15.05.1990          | 10.05.1994         |
| Чернявський Олексій Пилипович         |      | Суми                      | Сумський                          | 352      | 15.05.1990          | 10.05.1994         |
| Плосконос Ігор Миколайович            |      | Сумська область           | Тростянецький                     | 353      | 15.05.1990          | 10.05.1994         |
| Ананьєв Володимир Іванович            |      | Сумська область           | Ямпільський                       | 354      | 15.05.1990          | 10.05.1994         |
| Колінець Володимир Володимирович      |      | Тернопільська область     | Тернопільський міський            | 355      | 15.05.1990          | 10.05.1994         |
| Горохівський Леон Теодорович          |      | Тернопільська область     | Бережанський                      | 356      | 15.05.1990          | 10.05.1994         |
| Шевченко Олександр Тихонович          |      | Тернопільська область     | Заліщицький                       | 357      | 15.05.1990          | 10.05.1994         |
| Павличко Дмитро Васильович            |      | Тернопільська область     | Збаразький                        | 358      | 15.05.1990          | 10.05.1994         |
| Завадська Катерина Павлівна           |      | Тернопільська область     | Зборівський                       | 359      | 15.05.1990          | 10.05.1994         |
| Мацялко Михайло Васильович            |      | Тернопільська область     | Кременецький                      | 360      | 15.05.1990          | 10.05.1994         |
| Бойко Богдан Федорович                |      | Тернопільська область     | Підволочиський                    | 361      | 15.05.1990          | 10.05.1994         |
| Крупа Лев Миколайович                 |      | Тернопільська область     | Теребовлянський                   | 362      | 15.05.1990          | 10.05.1994         |
| Гуменюк Марія Василівна               |      | Тернопільська область     | Тернопільський                    | 363      | 15.05.1990          | 10.05.1994         |
| Мотюк Мирослав Павлович               |      | Тернопільська область     | Чортківський                      | 364      | 15.05.1990          | 10.05.1994         |
| Московка Володимир Миколайович        |      | Харків                    | Ленінський                        | 365      | 15.05.1990          | 10.05.1994         |
| Мещеряков Валерій Федорович           |      | Харків                    | Вузівський                        | 366      | 15.05.1990          | 10.05.1994         |
| Сухоруков Андрій Олександрович        |      | Харків                    | Дзержинський                      | 367      | 15.05.1990          | 10.05.1994         |
| Санін Василь Никифорович              |      | Харків                    | Жовтневий                         | 368      | 15.05.1990          | 12.10.1991         |
| Гриньов Володимир Борисович           |      | Харків                    | Індустріальний                    | 369      | 15.05.1990          | 10.05.1994         |
| Алтунян Генріх Ованесович             |      | Харків                    | Київський                         | 370      | 15.05.1990          | 10.05.1994         |
| Левченко Геннадій Петрович            |      | Харків                    | Комінтернівський                  | 371      | 15.05.1990          | 10.05.1994         |
| Валеня Іван Юрійович                  |      | Харків                    | Комсомольський                    | 372      | 15.05.1990          | 10.05.1994         |
| Гайсинський Юрій Олександрович        |      | Харків                    | Московський                       | 373      | 15.05.1990          | 10.05.1994         |
| Батюшко Стефан Васильович             |      | Харків                    | Орджонікідзевський                | 374      | 15.05.1990          | 10.05.1994         |
| Щербина Володимир Олександрович       |      | Харків                    | Радянський                        | 375      | 18.06.1990          | 10.05.1994         |
| Кушнарьов Євген Петрович              |      | Харків                    | Салтівський                       | 376      | 15.05.1990          | 10.05.1994         |
| Бондаренко Віктор Олександрович       |      | Харків                    | Фрунзенський                      | 377      | 15.05.1990          | 10.05.1994         |
| Голобородько Олександр Миколайович    |      | Харків                    | Червонозаводський                 | 378      | 15.05.1990          | 10.05.1994         |
| Гордієнко Анатолій Леонтійович        |      | Харківська область        | Ізюмський                         | 379      | 15.05.1990          | 10.05.1994         |
| Чепурний Анатолій Григорович          |      | Харківська область        | Куп'янський                       | 380      | 15.05.1990          | 12.09.1993         |
| Корнієнко Леонід Якович               |      | Харківська область        | Лозівський                        | 381      | 15.05.1990          | 10.05.1994         |
| Качура Борис Васильович               |      | Харківська область        | Чугуївський                       | 382      | 15.05.1990          | 10.05.1994         |
| Казмірук Віталій Йосипович            |      | Харківська область        | Балаклійський                     | 383      | 15.05.1990          | 18.06.1992         |
| Тризна Олександр Андрійович           |      | Харківська область        | Балаклійський                     | 383      | 19.12.1992          | 10.05.1994         |
| Карасик Владлен Михайлович            |      | Харківська область        | Богодухівський                    | 384      | 15.05.1990          | 10.05.1994         |
| Колєснік Олексій Миколайович          |      | Харківська область        | Валківський                       | 385      | 15.05.1990          | 18.06.1992         |
| Даниленко Володимир Макарович         |      | Харківська область        | Валківський                       | 385      | 14.12.1992          | 10.05.1994         |
| Коржик Валентин Іванович              |      | Харківська область        | Вовчанський                       | 386      | 15.05.1990          | 10.05.1994         |
| Філенко Володимир Пилипович           |      | Харківська область        | Зміївський                        | 387      | 15.05.1990          | 10.05.1994         |
| Бандурка Олександр Маркович           |      | Харківська область        | Дергачівський                     | 388      | 15.05.1990          | 10.05.1994         |
| Усатенко Володимир Іванович           |      | Харківська область        | Красноградський                   | 389      | 15.05.1990          | 10.05.1994         |
| Пучко Олександр Олександрович         |      | Харківська область        | Люботинський                      | 390      | 15.05.1990          | 10.05.1994         |
| Ганжа Микола Олексійович              |      | Харківська область        | Первомайський                     | 391      | 15.05.1990          | 10.05.1994         |
| Стрельников Володимир Костянтинович   |      | Харківська область        | Харківський                       | 392      | 15.05.1990          | 10.05.1994         |
| Касьяненко Анатолій Іванович          |      | Херсонська область        | Дніпровський                      | 393      | 15.05.1990          | 10.05.1994         |
| Уманець Юрій Іванович                 |      | Херсонська область        | Комсомольський                    | 394      | 15.05.1990          | 10.05.1994         |
| Марков Борис Іванович                 |      | Херсонська область        | Суворовський                      | 395      | 15.05.1990          | 10.05.1994         |
| Лебедик Петро Васильович              |      | Херсонська область        | Новокаховський                    | 396      | 15.05.1990          | 10.05.1994         |
| Пулінець Павло Миколайович            |      | Херсонська область        | Білозерський                      | 397      | 15.05.1990          | 10.05.1994         |
| Шариков Борис Іванович                |      | Херсонська область        | Великолепетиський                 | 398      | 15.05.1990          | 10.05.1994         |
| Чумак Аркадій Степанович              |      | Херсонська область        | Великоолександрівський            | 399      | 15.05.1990          | 10.05.1994         |
| Петін Володимир Миколайович           |      | Херсонська область        | Генічеський                       | 400      | 15.05.1990          | 10.05.1994         |
| Бичков Вячеслав Васильович            |      | Херсонська область        | Новотроїцький                     | 401      | 15.05.1990          | 10.05.1994         |
| Юрченко Анатолій Петрович             |      | Херсонська область        | Скадовський                       | 402      | 15.05.1990          | 18.06.1992         |
| Бокша Іван Іванович                   |      | Херсонська область        | Скадовський                       | 402      | 18.05.1993          | 10.05.1994         |
| Ткачук Анатолій Федорович             |      | Хмельницька область       | Заводський                        | 403      | 15.05.1990          | 10.05.1994         |
| Науменко Микола Вікторович            |      | Хмельницька область       | Центральний                       | 404      | 15.05.1990          | 10.05.1994         |
| Тимчук Сергій Артемович               |      | Хмельницька область       | Кам'янець-Подільський             | 405      | 15.05.1990          | 10.05.1994         |
| Архіпова Ганна Григорівна             |      | Хмельницька область       | Славутський                       | 406      | 15.05.1990          | 10.05.1994         |
| Нагулко Тарас Дмитрович               |      | Хмельницька область       | Шепетівський                      | 407      | 15.05.1990          | 10.05.1994         |
| Ярчук Микола Миколайович              |      | Хмельницька область       | Волочиський                       | 408      | 15.05.1990          | 10.05.1994         |
| Скальський Василь Володимирович       |      | Хмельницька область       | Городоцький                       | 409      | 15.05.1990          | 18.06.1992         |
| Поворозник Володимир Васильович       |      | Хмельницька область       | Городоцький                       | 409      | 14.12.1992          | 10.05.1994         |
| Глуховський Анатолій Якович           |      | Хмельницька область       | Дунаєвецький                      | 410      | 15.05.1990          | 10.05.1994         |
| Бортник Володимир Федорович           |      | Хмельницька область       | Ізяславський                      | 411      | 15.05.1990          | 10.05.1994         |
| Поперняк Анатолій Никифорович         |      | Хмельницька область       | Летичівський                      | 412      | 15.05.1990          | 10.05.1994         |
| Фесун Никанор Артемович               |      | Хмельницька область       | Старокостянтинівський             | 413      | 15.05.1990          | 10.05.1994         |
| Любенчук Микола Іванович              |      | Хмельницька область       | Чемеровецький                     | 414      | 15.05.1990          | 10.05.1994         |
| Романюк Василь Сергійович             |      | Хмельницька область       | Ярмолинецький                     | 415      | 15.05.1990          | 10.05.1994         |
| Бойко Катерина Володимирівна          |      | Черкаська область         | Придніпровський                   | 416      | 15.05.1990          | 10.05.1994         |
| Ємельянов Олександр Сергійович        |      | Черкаська область         | Соснівський                       | 417      | 15.05.1990          | 10.05.1994         |
| Воєвода Микола Трохимович             |      | Черкаська область         | Канівський                        | 418      | 15.05.1990          | 10.05.1994         |
| Криволап Володимир Іванович           |      | Черкаська область         | Смілянський                       | 419      | 15.05.1990          | 10.05.1994         |
| Дробінський Віталій Григорович        |      | Черкаська область         | Уманський міський                 | 420      | 15.05.1990          | 10.05.1994         |
| Білоблоцький Микола Петрович          |      | Черкаська область         | Жашківський                       | 421      | 15.05.1990          | 10.05.1994         |
| Загородній Григорій Дмитрович         |      | Черкаська область         | Звенигородський                   | 422      | 15.05.1990          | 10.05.1994         |
| Полях Віталій Іванович                |      | Черкаська область         | Золотоніський                     | 423      | 15.05.1990          | 10.05.1994         |
| Єльченко Юрій Никифорович             |      | Черкаська область         | Тальнівський                      | 424      | 15.05.1990          | 10.05.1994         |
| Гетьман Вадим Петрович                |      | Черкаська область         | Уманський                         | 425      | 15.05.1990          | 10.05.1994         |
| Дмитрук Леонтій Михайлович            |      | Черкаська область         | Черкаський                        | 426      | 15.05.1990          | 10.05.1994         |
| Шаповал Володимир Никифорович         |      | Черкаська область         | Чигиринський                      | 427      | 15.05.1990          | 10.05.1994         |
| Пасічник Іван Давидович               |      | Черкаська область         | Чорнобаївський                    | 428      | 15.05.1990          | 10.05.1994         |
| Артеменко Микола Михайлович           |      | Черкаська область         | Шполянський                       | 429      | 15.05.1990          | 01.06.1991         |
| Заєць Олександр Семенович             |      | Черкаська область         | Шполянський                       | 429      | 04.01.1992          | 10.05.1994         |
| Ходоровський Георгій Іванович         |      | Чернівецька область       | Ленінський                        | 430      | 15.05.1990          | 10.05.1994         |
| Бойко Іван Васильович                 |      | Чернівецька область       | Першотравневий                    | 431      | 15.05.1990          | 10.05.1994         |
| Бідений Василь Костянтинович          |      | Чернівецька область       | Вижницький                        | 432      | 15.05.1990          | 10.05.1994         |
| Стус Володимир Іванович               |      | Чернівецька область       | Глибоцький                        | 433      | 15.05.1990          | 10.05.1994         |
| Бабій Дмитро Васильович               |      | Чернівецька область       | Кельменецький                     | 434      | 15.05.1990          | 10.05.1994         |
| Дмитрієв Євген Іванович               |      | Чернівецька область       | Новоселицький                     | 435      | 15.05.1990          | 10.05.1994         |
| Жук Віктор Васильович                 |      | Чернівецька область       | Сторожинецький                    | 436      | 15.05.1990          | 10.05.1994         |
| Ревенко Микола Мусійович              |      | Чернівецька область       | Хотинський                        | 437      | 15.05.1990          | 10.05.1994         |
| Яхеєва Тетяна Михайлівна              |      | Чернігівська область      | Деснянський                       | 438      | 15.05.1990          | 10.05.1994         |
| Лисенко Анатолій Олександрович        |      | Чернігівська область      | Новозаводський                    | 439      | 15.05.1990          | 10.05.1994         |
| Асеєв Герман Степанович               |      | Чернігівська область      | Ніжинський                        | 440      | 15.05.1990          | 10.05.1994         |
| Портной Володимир Степанович          |      | Чернігівська область      | Прилуцький міський                | 441      | 15.05.1990          | 10.05.1994         |
| Гришко Михайло Васильович             |      | Чернігівська область      | Бахмацький                        | 442      | 15.05.1990          | 10.05.1994         |
| Семенець Сергій Володимирович         |      | Чернігівська область      | Борзнянський                      | 443      | 15.05.1990          | 10.05.1994         |
| Яковишин Леонід Григорович            |      | Чернігівська область      | Козелецький                       | 444      | 15.05.1990          | 10.05.1994         |
| Куянов Віктор Васильович              |      | Чернігівська область      | Менський                          | 445      | 15.05.1990          | 10.05.1994         |
| Мисник Павло Олексійович              |      | Чернігівська область      | Новгород-Сіверський               | 446      | 15.05.1990          | 10.05.1994         |
| Приходько Віктор Андрійович           |      | Чернігівська область      | Носівський                        | 447      | 15.05.1990          | 10.05.1994         |
| Лісовенко Василь Трохимович           |      | Чернігівська область      | Прилуцький                        | 448      | 15.05.1990          | 10.05.1994         |
| Дронь Анатолій Андрійович             |      | Чернігівська область      | Ріпкинський                       | 449      | 15.05.1990          | 10.05.1994         |
| Масол Віталій Андрійович              |      | Чернігівська область      | Чернігівський                     | 450      | 15.05.1990          | 10.05.1994         |